# Pauvre Nastia
Pauvre Nastia (en russe : Бедная Настя, Bednaïa Nastia) est une série télévisée russe, créée par Piotr Steïn et diffusée du 31 octobre 2003 au 30 avril 2004 sur STS. 

## Synopsis
En 1839, deux familles riches vivent dans la province de l'Empire russe : les princes Dolgorouky et les barons Korf. Leurs domaines sont situés l’un à côté de l’autre et les chefs de famille sont amis de longue date. Parmi la jeune génération des Korf, outre le jeune baron Vladimir, il y a aussi une orpheline formellement serve, qui est en fait la pupille du vieux baron Ivan Korf - Anna. Anna est une fille talentueuse, elle chante et joue magnifiquement sur scène. Mais sur le domaine, il y a une personne qui l'envie - la petite et méchante serve Polina. Polina est également orpheline, abandonnée à la porte de la maison et élevée par la cuisinière Varvara.
Le jeune prince Mikhaïl Repnine tombe amoureux d'Anna. Vladimir Korf, le fils du vieux baron, a des sentiments complexes pour Anna. Il est amoureux d'elle, a grandi avec elle et ne veut pas partager l'amour de son père avec elle. Tourmenté par la jalousie, Vladimir révèle les origines d'Anna à Mikhaïl.
L'autre famille est celle des Dolgorouki. Le prince Piotr Dolgorouki et sa femme Maria, et leurs trois enfants - Andreï, Lisa et Sophia. Tatyana Verevkina, une orpheline de 20 ans, est une serve des Dolgorouki, honnête et dévoué. C'est la meilleure amie de leurs enfants.
Le rythme habituel de la vie est perturbé par la disparition du prince Piotr Dolgorouki, puis par la mort subite du baron Korf.

## Fiche technique
- Titre original : Pauvre Nastia
- Titre original : Бедная Настя
- Réalisation : Piotr Steïn
- Scénario : Liza Seïdmen, Elena Issaïeva
- Musique : Vsevolod Saksonov, Irina Toumanova, Andreï Feofanov
- Son : Alexeï Dmitriev
- Costumes : Natalia Stytsiuk
- Pays d'origine : Russie
- Format : Couleurs - 35 mm - Mono
- Genre : mélodrame
- Durée : 127 épisodes
- Date de sortie : 2003

## Distribution
- Elena Korikova : Anna Platonova (Anastassia Petrovna)
- Daniil Strakhov : Vladimir Korf
- Piotr Krassilov : Mikhaïl Repnine
- Dmitri Issaïev : Alexandre II de Russie
- Emmanuil Vitorgan : prince Piotr Dolgorouki
- Olga Ostrooumova : Maria Dolgoroukaïa, la femme de Piotr
- Ekaterina Klimova : Natalia Repnina, soeur de Mikhaïl
- Alexandre Filippenko : Andreï Zabalouev
- Elena Bondartchouk : Charlotte de Prusse
- Albert Filozov : baron Ivan Korf
- Svetlana Toma : Sychikha, la tante du baron Korf
- Nina Oussatova : Varvara, la cuisinière du baron Korf
- Igor Dmitriev : prince Sergueï Obolensky
- Viktor Verjbitski : Nicolas Ier de Russie
- Marina Alexandrova : Marie de Hesse-Darmstadt
- Aleksandr Kaliaguine : Vassili Joukovski